# 3763 Qianxuesen
3763 Qianxuesen è un asteroide della fascia principale. Scoperto nel 1980, presenta un'orbita caratterizzata da un semiasse maggiore pari a 2,2521344 UA e da un'eccentricità di 0,1047419, inclinata di 7,02372° rispetto all'eclittica.
L'asteroide è dedicato a Qian Xuesen, presidente onorario dell'Associazione cinese per le scienze e la tecnologia.